# Степура Григорій Калістратович
Григо́рій Калістра́тович Степу́ра (* 20 листопада 1881, село Жванець, нині Кам'янець-Подільського району Хмельницької області — 1944, Ургенч, тепер Узбекистан) — член Української Центральної Ради, адвокат.

## Біографія
Закінчивши школу, навчався у Подільській духовній семінарії в Кам'янці-Подільському. Далі навчався в Кутаїській духовній семінарії, Варшавському університеті.
1912 року відкрив приватну адвокатську контору в Кам'янці-Подільському.
1906 року відкрив у Жванці бібліотеку «Просвіти»
1917 року — начальник міліції Кам'янецького повіту після Лютневої революції у Росії і помічник подільського губернського комісара Тимчасового уряду Росії; член Української Центральної Ради і губернський комісар Поділля з 3 листопада 1917 року до квітня 1918 року; а також з 27 листопада 1918 року до квітня 1919 року. Був також губернатором (губернським комісаром) УНР в Харківській губернії в квітні — травні 1918.
В міжвоєнний період жив у державі Польща на території Волині.
1939 року в с.Уляни (нині село Дачне), біля Луцька, енкаведисти заарештували Григорія Степуру. 1944 р. він помер на засланні в м. Ургенч Хорезмської області. Місце поховання невідоме.